# Johann Bernhard Chemnitz
Johann Bernhard Chemnitz (* 10. Januar 1802 in Öddis, Herzogtum Schleswig, heute Ødis Sogn; † 4. Juni 1871 in Alt-Rahlstedt) war ein deutscher evangelisch-lutherischer Geistlicher und Abgeordneter.

## Leben
Johann Bernhard Chemnitz stammte aus einer Pastorenfamilie. Er war ein Sohn des Pastors Matthäus Gottlieb Chemnitz (1763–1823) und dessen Frau Ida Margrethe, geb. Carstens. Er wuchs in Ulderup auf, wo sein Vater ab 1805 Pastor war.
Ab 1824 studierte er Evangelische Theologie an der Universität Kiel und legte 1829 und 1831 seine beiden Examina auf Schloss Gottorf ab. 1835 wurde er Compastor in Burg auf Fehmarn. 1843 wurde ihm der westliche Pfarrbezirk der Gemeinde der Michaeliskirche in Kaltenkirchen übertragen. 1859 wechselte er an die Kirche Alt-Rahlstedt, wo er bis an sein Lebensende tätig war.
Bei der Wiederherstellung der dänischen Oberhoheit über das Herzogtum Holstein wurde Chemnitz 1853 durch königliche Ernennung als Vertreter der Geistlichkeit Deputierter der Holsteinischen Ständeversammlung. Zusammen mit Henning Ratjen war er Redakteur der Ständezeitung. Er gehörte der Ständeversammlung bis zum Herbst 1854 an. Sein Nachfolger wurde Johann Bröker.
Chemnitz war zunächst ab 1835 verheiratet mit Sofie Margethe, geb. Spaethmann aus Kiel (1805–1841). Nach ihrem frühen Tod heiratete er 1842 Catharina Dorothea, geb. Meinertz aus Lübeck.
Siehe auch: Liste der Mitglieder der Holsteinischen Ständeversammlung 1853